# Undin

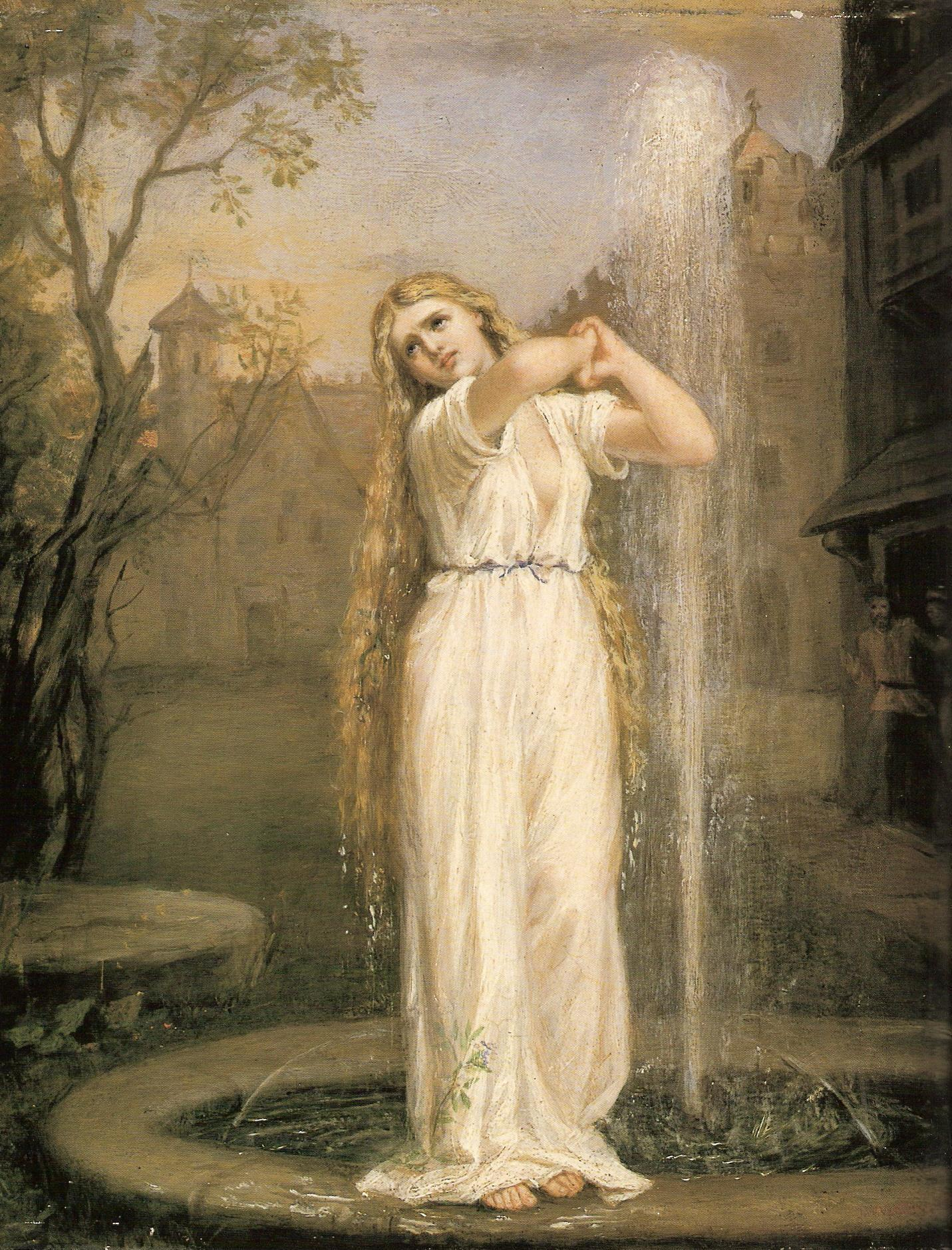
Undin av John William Waterhouse (1872).

En undin är ett mytologiskt väsen tillhörande kategorin elementarandar, som är personifikationer av de fyra olika elementen vatten, eld, luft och jord. 
Undin är personifikationen av vatten.
De övriga är
- Eld = salamander
- Luft = sylf
- Jord = gnom

Dessa benämningar förekommer ofta i olika esoteriska sammanhang, samt även i rollspel som till exempel Drakar och Demoner.
Vattenanden Undine förekommer i folkmytologin i flera kulturer och gav upphov till litterära gestalter till exempel Friedrich de la Motte Fouqués novell Undine, E.T.A. Hoffmanns opera med samma namn, H.C. Andersens saga Den lilla sjöjungfrun och Antonín Dvořáks opera Rusalka etc. Jämför vattennymferna i den grekiska mytologin.
Enligt Paracelsus undiner är det samma som nymfer eller vattenfolket.